# Diocesi di Floriana
La diocesi di Floriana (in latino: Dioecesis Florianensis) è una sede soppressa e sede titolare della Chiesa cattolica.

## Storia
Floriana, forse identificabile con Derrag (Letourneux in epoca coloniale) nell'odierna Algeria, è un'antica sede episcopale della provincia romana della Mauritania Cesariense.
Unico vescovo conosciuto di questa diocesi africana è Restituto, il cui nome appare al 32º posto nella lista dei vescovi della Mauritania Cesariense convocati a Cartagine dal re vandalo Unerico nel 484; Restituto, come tutti gli altri vescovi cattolici africani, fu condannato all'esilio.
Dal 1933 Floriana è annoverata tra le sedi vescovili titolari della Chiesa cattolica; dal 16 giugno 2023 l'arcivescovo, titolo personale, titolare è George George Panamthundil, nunzio apostolico in Kazakistan, Kirghizistan e Tagikistan.

## Cronotassi

### Vescovi residenti
- Restituto † (menzionato nel 484)

### Vescovi titolari
- Edward Peter McManaman † (24 luglio 1948 - 18 luglio 1964 deceduto)
- Gabriel-Marie-Joseph Matagrin † (15 novembre 1964 - 19 settembre 1969 nominato vescovo di Grenoble)
- Bernardo Citterio † (4 novembre 1969 - 13 novembre 2002 deceduto)
- Pierre-André Dumas (10 dicembre 2002 - 13 luglio 2008 nominato vescovo di Anse-à-Veau-Miragoâne)
- Timothy Christian Senior (8 giugno 2009 - 25 aprile 2023 nominato vescovo di Harrisburg)
- George George Panamthundil, dal 16 giugno 2023